# PVRIS
PVRIS는 미국의 얼터너티브 록 밴드이다. 2013년 여름, 법적인 문제로 인해 밴드명을 "Paris"에서 "PVRIS"로 개명했다. 셀프타이틀 EP, 어쿠스틱 EP를 각각 발매한 뒤 2014년에 데뷔 싱글 "St. Patrick"을 뮤직비디오와 함께 발매했다. 2014년에는 데뷔 앨범 White Noise를 발매하고 2016년에는 해당 앨범의 디럭스 버전을 발매했다.

## 음악 스타일
PVRIS의 사운드는 일렉트로닉 팝과 록의 조합이다. 셀프타이틀 EP는 포스트 하드코어로 분류된다.

## 음반 목록

### 정규 앨범
- White Noise (2014)

### EP
- Paris (2013)
- Acoustic (2014)